# Cochlospermum wittei
Cochlospermum wittei är en tvåhjärtbladig växtart. Cochlospermum wittei ingår i släktet Cochlospermum och familjen Cochlospermaceae.

## Underarter
Arten delas in i följande underarter:
- C. w. incanum
- C. w. wittei